# John Garrett
Jonathan "John" Garrett è un personaggio dei fumetti creato da Frank Miller (testi) e Bill Sienkiewicz (disegni) pubblicato dalla Marvel Comics. La sua prima apparizione avviene in Elektra: Assassin (vol. 1) n. 2 (settembre 1986).
Agente dello S.H.I.E.L.D. cyber-potenziato, Garrett è contraddistinto dai metodi poco ortodossi e dalla pressoché totale mancanza di disciplina ma, nonostante ciò, è considerato una delle migliori spie del mondo.

## Biografia del personaggio

### Primi anni
Nato a Seattle, Washington, da David e Sarah Garrett, John ha avuto un passato turbolento ed ha commesso diversi crimini prima di diventare un agente della CIA e, in seguito, passare allo S.H.I.E.L.D. venendo successivamente invitato da Leonardo da Vinci a unirsi alla Ruota Della Fortuna; una lobby di dodici persone che, dopo aver svolto una missione a nome del genio fiorentino hanno ottenuto in cambio il privilegio di potergli chiedere esaudita una loro volontà. I componenti del gruppo sono lo stesso Da Vinci (Ariete), Victor Uvarov (Cancro), Vasili Dassaiev (Capricorno), Nick Fury (Gemelli), Daniel Whitehall (Leone), Thimoty Dugan (Bilancia), Shoji Soma (Pesci), il Barone Wolfgang von Strucker (Sagittario), Jake Fury (Scorpione), Cornelius Van Lunt (Toro), Thomas Davidson (Vergine) ed infine Garrett (Acquario).

### Elektra: Assassin
Anni dopo, durante una missione che lo pone sul sentiero opposto della mercenaria Elektra, Garrett finisce per instaurare un legame psichico con essa e, per tanto, durante un loro scontro, esita a sufficienza da darle il tempo di tagliargli una mano e, successivamente far saltare in aria il suo deposito di munizioni. Rimasto coinvolto nell'esplosione, l'uomo viene salvato da morte certa grazie ad un'operazione della ExTechOp su commissione dello S.H.I.E.L.D. che sostituisce con successo le sue braccia, gambe, colonna vertebrale, cuore, fegato e polmoni con protesi cibernetiche.
Ricostruito in forma di cyborg Garrett tenta dunque di impedire ad Elektra di assassinare il candidato alla presidenza Ken Wind (in realtà controllato dalla Mano). Nel momento in cui Garrett apprende di tutto ciò decide di allearsi a lei, finendo però per essere distrutto nel tentativo, motivo per il quale la ninja greca trasferisce la sua mente nel corpo di Wind al posto dei demoni della Mano facendo di lui il Presidente degli Stati Uniti d'America. Sebbene ciò si rivela in seguito essere solo un'illusione creata dalla donna, mentre nella realtà il cervello di Garrett è tenuto in una camera iperbarica.

### Ritorno
Circa quattro mesi dopo, quanto rimasto dell'uomo viene rubato da alcuni agenti della Mano determinati ad estrarre un frammento residuo della mente di Elektra dalla coscienza di Garrett per costruire un cyborg assassino di nome Erynys, il quale tuttavia viene sconfitto dalla vera Elektra e da Devil. Risvegliatosi così dall'illusione, Garrett viene, con qualche scetticità da parte di Fury, reintegrato nello S.H.I.E.L.D. ed assiste Karen Page nel suo nuovo lavoro di detective.
In seguito Garrett si ritira dalla vita di spia, smette di bere e apre un autosalone, il Natchios' Total Car Pit, a Toronto, Canada.

### Secret Warriors
Richiamato sul campo da Fury, Garrett viene reclutato dai Secret Warriors e prende parte a varie missioni contro Leviathan, HYDRA e H.A.M.M.E.R.. Successivamente prende sotto la sua ala Sebastian Druid, giovane mago figlio del Dottor Druido.
Dopo lo scioglimento dei Secret Warriors da parte di Fury, Garrett torna nuovamente nello S.H.I.E.L.D. sotto il comando di Daisy Johnson.

## Poteri e abilità
Essendo stato ricostruito come cyborg a seguito di ferite quasi mortali, Garrett possiede una percentuale estremamente bassa di tessuti viventi (circa il 20%) il rimanente del suo corpo sono protesi ad alto potenziale tecnologico che lo rendono infinitamente resistente e pressoché immune alla fatica, inoltre il suo sistema nervoso e muscolare sono una combinazione di energia pneumatica, idraulica e meccanica autogenerata, cosa che gli conferisce una forza e una agilità ampiamente sovrumana. La sua pelle è sintetica e l'impalcatura metallica che lo sorregge è in realtà costituita di policarbonato di modo da non dargli problemi coi metal detector.
Abile stratega, Garrett è un agente finemente addestrato nello spionaggio, nel combattimento corpo a corpo e nell'uso di qualsivoglia tipologia di arma, sebbene preferisca quelle da fuoco. Il suo principale punto debole sembra essere il legame psichico con Elektra da cui, comunque, ha col tempo iniziato a riprendersi.

## Altri media
- John Garrett, interpretato da Bill Paxton, è un personaggio ricorrente della serie televisiva Agents of S.H.I.E.L.D.. Introdotto come veterano dello S.H.I.E.L.D. e vecchio amico di Coulson[20], a sorpresa, lo si scopre essere il principale antagonista della prima stagione[21]: un membro dell'HYDRA che, con l'alias di Chiaroveggente (Clairvoyant), ha fondato il Progetto Centipede al fine di creare un esercito di supersoldati e rigenerare le parti del suo corpo rimpiazzate da protesi cibernetiche a seguito di un incidente a Sarajevo di cui colpevolizza lo S.H.I.E.L.D.[22]. I suoi propositi vengono tuttavia impediti dalla squadra di Coulson, grazie all'aiuto di Nick Fury, e l'uomo, ferito mortalmente, è costretto a trasformarsi in un cyborg per sopravvivere, ma viene comunque ucciso da Coulson poco dopo[23].